# Besselsleigh
Besselsleigh is een civil parish in het bestuurlijke gebied Vale of White Horse, in het Engelse graafschap Oxfordshire met 87 inwoners.